# Saikyō Jump
Saikyō Jump (en japonés: 最強 ジ ャ ン プ, Hepburn: Saikyō Janpu) es una revista japonesa de manga shōnen bimestral publicada por Shueisha. La revista se inició el 3 de diciembre de 2010 con tres títulos completamente originales y siete manga derivados de series en Weekly Shōnen Jump y V Jump. Originalmente una revista trimestral, Saikyō Jump se convirtió en una publicación mensual en diciembre de 2011, antes de cambiar a publicar una vez cada 2 meses con la edición de noviembre de 2014.
La mascota de la revista fue creada por Eiichiro Oda.
Saikyō Jump
| Portada del primer número de Saikyō Jump |                                                                      |
| Categoría                                | Shōnen manga                                                         |
| Frecuencia                               | Trimestral (2010-2011) Mensual (2011-2014) Bimestral (2014-presente) |
| Circulación                              | 150,000 (Enero–diciembre de 2018)                                    |
| Primera edición                          | 3 de diciembre de 2010                                               |
| Empresa                                  | Shueisha                                                             |
| País                                     | Japón                                                                |
| Idioma                                   | Japonés                                                              |